# Tunnel van Hour-Havenne
De tunnel van Hour-Havenne is een spoortunnel in Hour, een deelgemeente van Houyet. De enkelsporige spoorlijn 150 liep door deze tunnel. De sporen zijn verdwenen en vervangen door een asfaltstrook, als uitbreiding van het RAVeL-netwerk.